# Duck and Cover (film)
Pour les articles homonymes, voir Duck and Cover, Duck et Cover.
 (mai 2013).
Si vous disposez d'ouvrages ou d'articles de référence ou si vous connaissez des sites web de qualité traitant du thème abordé ici, merci de compléter l'article en donnant les références utiles à sa vérifiabilité et en les liant à la section « Notes et références ».
Pour plus de détails, voir Fiche technique et Distribution.
Duck and Cover (que l'on peut traduire par « Accroupis-toi et couvre-toi ! » ou « Couché, couvert ! ») est un court métrage de propagande américain de 1952.
Ce court métrage de neuf minutes était destiné aux enfants de 1952, et était semble-t-il projeté dans les écoles. Il apprenait aux enfants ce qu'il fallait faire en cas d'attaque nucléaire : plonger et se couvrir !

## Histoire
Duck and Cover est à l'origine un parmi de nombreux films de propagande destiné à convaincre le public américain de la nécessité et de la possibilité de la défense civile. La Federal Civil Defense Administration américaine (FCDA) souhaitait produire une série d'une dizaine de films consacré à différents programmes de défense civile, l'un d'entre eux consacré à la défense civile dans les écoles. À partir de 1950, la crainte d'une attaque atomique inquiète particulièrement les directeurs d'écoles qui tentent de développer différentes techniques de défense civile. Pour répondre à cette inquiétude la FCDA, collaborant avec la société Archer Production, décide de produire un court-métrage destinés au public scolaire.
Le choix du slogan duck and cover est attribuable à Helen Seth-Smith, une institutrice anglaise expatriée en Virginie, qui participait à une consultation organisée par la FCDA auprès de membres de la National Education Association. Si le slogan est un tel succès, c'est parce que le concept de duck and cover était déjà connu de l'administration américaine, qui avait étudié les premières réactions des habitants d'Hiroshima et Nagasaki face à une explosion atomique, et pensait que le fait de se jeter au sol pourrait permettre d'atténuer autant l'effet de souffle que l'exposition à la chaleur extrême. 
Le choix de Bert la tortue, tortue bipède et prudente, est fait par Lars Calonius, fondateur de la société Archer Production et ancien animateur pour Disney, qui estime que ce personnage sera à même de s'adresser à un jeune public. Pour maximiser l'impact de la campagne, Duck and Cover est même adapté en livre pour enfant (imprimé à 3 millions d'exemplaires) et en programme radiophonique. 
La première diffusion publique de Duck and Cover eut lieu le 7 janvier 1952 à Washington D.C. 

## Description

Durant la guerre froide, le film promotionnel de sécurité civile en cas de retombées nucléaires nommé en a marqué les mémoires et est devenu une expression réutilisée par la suite en Amérique du Nord.

Le film montre une petite tortue animée, Bert, qui explique la méthode : en cas d'attaque, si l'on voit le flash caractéristique d'une bombe atomique, il faut plonger et se couvrir, quelle que soit la situation. Ainsi le film montre plusieurs situations, dans la rue, à vélo, en pique-nique : dans tous les cas, insiste le film, il faut plonger et se couvrir la tête contre un mur ou sous la nappe de pique-nique.

## Analyse
Le fait que le film soit destiné aux enfants fait que les conséquences réelles d'une attaque atomique sont représentées de façon minimale (le flash de l'explosion est représenté par un pétard lancé par un petit singe, et non par une véritable bombe nucléaire). Ce choix rend ainsi la menace atomique moins anxiogène et incitait les Américains à croire que chacun, à son niveau, pouvait faire quelque chose pour mitiger les dégâts d'une explosion atomique. Cette vidéo, et l'entreprise plus générale de défense civile américaine, participa à la naissance de ce que l'anthropologue Joseph Masco nomme la bunker society, destinée à rendre vivable - ou du moins survivable - un monde sous la menace constante des armes nucléaires. 
Au vu des dégâts provoqués par la bombe à Hiroshima et Nagasaki en 1945, la protection apportée par le « Plonge et couvre-toi ! » semble dérisoire : elle ne protège que faiblement contre les débris et le souffle de la bombe, et ne protège en aucun cas de la chaleur et des particules radioactives. Malgré cela, l'historien américain Edward Geist estime que les acteurs politiques et artistiques à l'origine du film croyaient sincèrement que de telles pratiques pouvaient produire un effet en cas d'attaque nucléaire, à condition d'être adossé à des mesures plus ambitieuses de défense civile.
En 2004 le film a été sélectionné pour le National Film Registry. 

## Réutilisations
Dans la série américaine South Park, l'épisode Volcano parodie ce film. On y explique ironiquement qu'en cas d'éruption de lave, il faut plonger et se couvrir, afin que la lave passe au-dessus de soi en toute sécurité.
Michael Moore, dans son émission de télévision The Awful Truth, a eu l'occasion de railler ce film lors de l'accession au statut de puissance nucléaire du Pakistan dans sa rivalité régionale avec l'Inde, organisant une projection semi-improvisée de ce film dans les locaux des deux ambassades de ces pays.
Le jeu vidéo Fallout 2 (jeu de rôle où l'action prend place dans un monde post-apocalyptique dévasté par une guerre nucléaire) contient une cinématique dans laquelle un personnage de dessin animé nous explique les règles de sécurité à suivre en cas d'attaque nucléaire. La vidéo parodie le film en énumérant une liste de positions (dont le fameux « plonge et couvre toi ») qui seraient bien sûr totalement inefficaces face à la puissance de la bombe nucléaire. Dans la même franchise (Fallout 3 et Fallout: New Vegas), c'est également le nom d'un magazine qui augmente les compétences du joueur dans l'utilisation d'explosifs.
Il est aussi réutilisé dans le dessin animé de Brad Bird Le Géant de fer lors d'une séquence où les élèves d'une classe le regardent, en pleine période de guerre froide.